# Vidal Aragonés i Chicharro
Vidal Aragonés i Chicharro   (Cornellà de Llobregat, 9 d'abril de 1978) és un advocat, professor i polític català, diputat electe de la XII Legislatura del Parlament de Catalunya entre el 2018 i el 2021 per la Candidatura d'Unitat Popular - Crida Constituent (CUP).

## Trajectòria
Vidal Aragonés va néixer al barri de Sant Ildefons de Cornellà de Llobregat procedent de pares immigrats de Calzada de Calatrava (Castella - la Manxa). Va estudiar al CEIP Ignasi Iglésias i a l'IES Verdaguer, i posteriorment es va llicenciar en Dret per la Universitat de Barcelona amb un postgrau en Dret del Treball per la Universitat Pompeu Fabra.
Actualment és professor associat de Dret del Treball i de la Seguretat Social a la Universitat Autònoma de Barcelona i resideix al barri cornellanenc d'El Pedró, pare d'un fill. Va ser membre del consell editorial del diari Jornada i, des de l'any 2002, és també advocat i assessor del sindicalisme alternatiu a la cooperativa d'advocats i juristes Col·lectiu Ronda.

### Activisme i vida política
De perfil tècnic dins l'ideari anticapitalista, Aragonés va prendre part de la Mesa Cívica pels Drets Socials durant els anys 1990. És soci de diverses cooperatives, de l'Ateneu Popular de Cornellà i participa de vocal a la junta de l'Observatori DESC.
Militant d'Alternativa d'Esquerres de Cornellà (AECornellà) i integrant del moviment Crida Constituent de la CUP, va esdevenir candidat a l'alcaldia per la coalició municipal Cornellà en Comú-Crida per Cornellà a les eleccions municipals de 2015. El partit va quedar en segona posició després del Partit dels Socialistes de Catalunya (PSC) i Aragonés va esdevenir regidor a l'oposició.
Va oposar-se a la investidura del polític conservador Artur Mas com a president de la Generalitat per a la XI Legislatura i es va mostrar crític amb la CUP per donar suport a l'aprovació dels pressupostos del govern de 2017. Després de l'aplicació de l'article 155 de la Constitució espanyola per part del Govern d'Espanya —un cop celebrat el referèndum d'independència de l'1 d'octubre i proclamada la República Catalana—, que comportava la convocatòria d'eleccions al Parlament de Catalunya, Aragonés va ser escollit diputat de la CUP en tercera posició per aquesta cambra per la circumscripció electoral de Barcelona.
El 2021 no es va tornar a presentar a les eleccions al Parlament.

## Obra publicada
Ha publicat desenes d'articles sobre drets laborals, moviment obrer i marxisme. Entre les seves obres destaquen els llibres següents:
- Precariedad laboral (en castellà).  Col·lectiu Ronda, 2011.
- Aragonés Chicharro, Vidal; Ocaña Escolar, Luis. Manual para luchar contra la reforma laboral (en castellà).  Atrapasueños, 2012. ISBN 978-8415674108.
- Aragonés Chicharro, Vidal; Ocaña Escolar, Luis; Gómez Carrasquel, Rosario. Las transformaciones hacia el socialismo en Venezuela (en castellà).  Atrapasueños, 2014 (col·lecció Corazón Bolivariano). ISBN 978-8415674450.
- Francesc Layret. Vida, obra i pensament.  Manresa: Tigre de Paper, 2020. ISBN 9788416855841.
- Layret, Seguí i Companys: una tríada, no únicament d’amics, conformadora del catalanisme popular..  Centre d'Estudis Unitat Popular, 2022.[11]
- Pobretariat.  Manresa: Tigre de Paper, 2025. ISBN 978-84-18705-92-2.[12]